# メロッツォ・ダ・フォルリ
メロッツォ・ダ・フォルリ（Melozzo da Forlì, 1438年 - 1494年11月8日）は、ルネサンス期イタリアの画家。ウンブリア画派に近い。短縮遠近法の実践に成功した最初の人物で、15世紀の傑出したフレスコ画家の一人。また、フォルリ画派の最も重要な人物でもある。

## 生涯

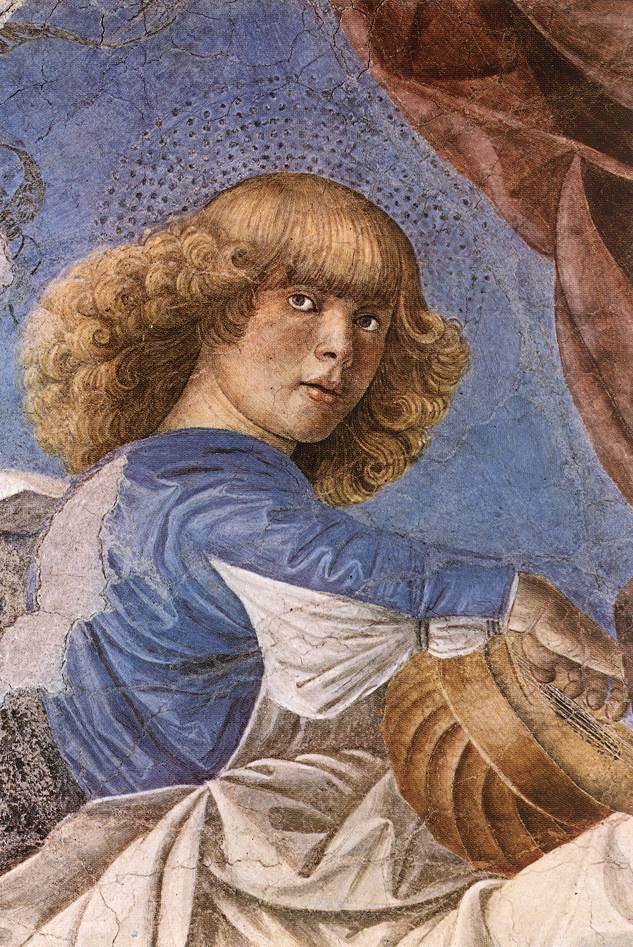
メロッツォ・ダ・フォルリ作 サンティ・アポストリ教会の天使像の1つ（サンピエトロ大聖堂聖具室蔵）

メロッツォはフォルリのアンブロージ家という名前の裕福な家系の出身と言われている。若い頃のことはまったく知られておらず、推測できることといえばただ一つ、フォルリ画派を作ったことくらいで、その後、同じフォルリ画派のアンスイーノ・ダ・フォルリに誘われるがまま、二人してアンドレア・マンテーニャの手法の強い影響を受けた。
メロッツォは研究のため、色研ぎ師をやったと言われるが、これについては何の確証もない。生地フォルリでメロッツォのことが初めて記録に現れるのは1460年のことで、1464年にも再び名前が出てくる。その時、メロッツォはアントニアッツォ・ロマーノと共同で、ローマのサンティ・アポストリ教会バッサリオーネ礼拝堂でフレスゴ画を描いていたということだ。それから、おそらく1465年と1475年の間、ウルビーノ公国に移り住んだ。そこでメロッツォは優れた理論と正確さを持ち合わせたピエロ・デラ・フランチェスカと出会った。そのピエロがメロッツォの遠近技法に強い影響を与えた。さらにメロッツォはドナト・ブラマンテやフランドルの美術家たちから建築学を学び、それからフェデリーコ・ダ・モンテフェルトロ公に仕えた。おそらくメロッツォは、有名なドゥカーレ宮殿のストゥディオーロ（書斎）の装飾を、ヨース・ファン・ワッセンホフ（ゲントのユストゥス）やペドロ・ベルゲーデと共に手掛けたものと思われる。
1475年、メロッツォはローマに移った。研究者の何人かはその時期はもう10年（あるいは5年）早かったと主張しているが、いずれにせよ、ローマのサン・マルコ教会でメロッツォは仕事をはじめ、1477年にそれは完成した。メロッツォにとって最初の大きな仕事で、ローマ教皇シクストゥス4世によりバチカン図書館初代司書に任命されたバルトロメオ・プラティナを描いた絵で、現在このフレスコ画はカンヴァスに写されて、バチカン美術館におさめられている。1478年、シクストゥス4世がローマの主だった画家たちを集めて設立した聖ルカ・アカデミーのオリジナル・メンバーの一人にメロッツォも選ばれた。
1480年頃、メロッツォはピエトロ・リアリオから、ローマのサンティ・アポストリ教会後陣の丸天井に絵を描く仕事を依頼された。メロッツォは『キリスト昇天』を主題とした絵を描いたが、キリストは太い線で、「天井を通り越して飛び出しそう」に見えるほどの効果的な短縮遠近法で描かれた。このフレスコ画は1711年に天井から降ろされ、キリストの部分は現在はクイリナーレ宮に移されて、それ以外の部分、つまり、天使と使徒たちの絵はバチカン美術館サンピエトロ大聖堂聖具室に（ラファエロ級の扱いで）おさめられている。ローマ時代の他の作品としては『受胎告知』があり、こちらは現在ローマのパンテオンにある。
ローマでのメラッツォの最後の作品は、今は壊されてなくなったが、サンタ・マリア・イン・トラステヴェレ聖堂の礼拝堂である。1484年にシクストゥス4世崩御の後、メロッツォはロレートに移った。そこで、ジローラモ・バッソ・デラ・ロヴェーレの依頼で、サンタ・カーザ（聖家）大聖堂のサン・マルコ聖具室の頂塔にフレスコ画を描いた。これは、建築と絵の両方で装飾された頂塔の最初の一つで、アンドレア・マンテーニャのCamera Pictの影響が強い。
1489年にメロッツォは再びローマに戻った。おそらくこの時メロッツォはサンタ・クローチェ・イン・ジェルサレンメ聖堂のセント・ヘレナ礼拝堂に「キリストの恵み」のモザイクのためのいくつかの実物大下絵を描いたと思われる。

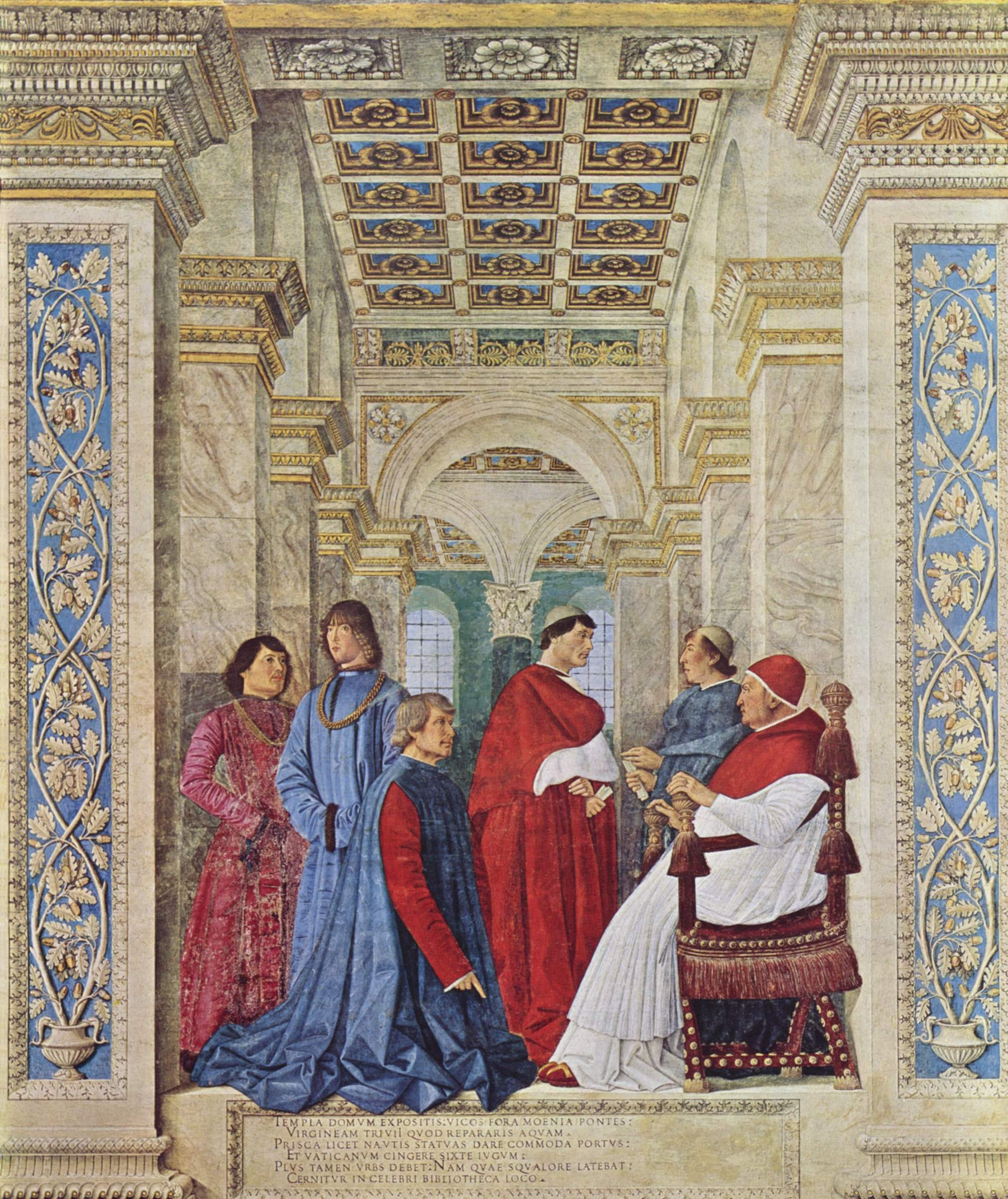
メロッツォ・ダ・フォルリ作 シクスツス４世によってバチカン図書館司書に任命されたバルトロメオ・プラティナ（1477年頃）フレスコ（バチカン美術館蔵）

メロッツォはフォルリのカプチン派教会の頂塔にも絵を描いたが、これは1651年に壊された。ウルビーノでは、プラトン、ダンテ、シクストゥス4世といった偉人たちの絵を描いたと言われ、その時描いたと思われる絵はバルベリーニ宮とパリのカンパナ・コレクションにある。1493年、メロッツォはアンコーナのコムナーレ宮の天井のいくるかに絵を描いたが、それは今は失われている。結局、メロッツォはフォルリに戻り、弟子のマルコ・パルメッザーノとサン・ビアージョ教会のフェオ礼拝堂を装飾したが、ここもまた第二次世界大戦で破壊された。フォルリ絵画館には、メロッツォの『Pestapepe』または『胡椒挽き』と呼ばれるフレスコ画があるが、これは元々食料雑貨品の看板として描かれたものである。荒々しいリアリズムのエネルギッシュさに満ちているが、現在はだいぶ傷んでいる。
メロッツォは1494年、そのフォルリで亡くなった。

## 遺産
それほど作品は残っていないのだが、批評家たちはメロッツォが絵画の進歩に貢献したことに同意している。色彩については注目に値するものはないかも知れないが、光の変化のつけ方、細心な手際・仕上げ方、そして人物の美しい描き方、などが。確かに彼の同時代人のアンドレア・マンテーニャには似てはいるが。似ているといえば、教え子のマルコ・パルメッザーノは自分の作品のいくつかにマルクス・デ・メロティウス Marcus de Melotius と署名したことがあって、様式も似ているものだから、その絵はメロッツォの作品と間違えられた。それゆえに、昔はメロッツォの名をマルコ・メロッツォ（Marco Melozzo）と誤記されたものだった。